# Frank Nitsche (Maler)

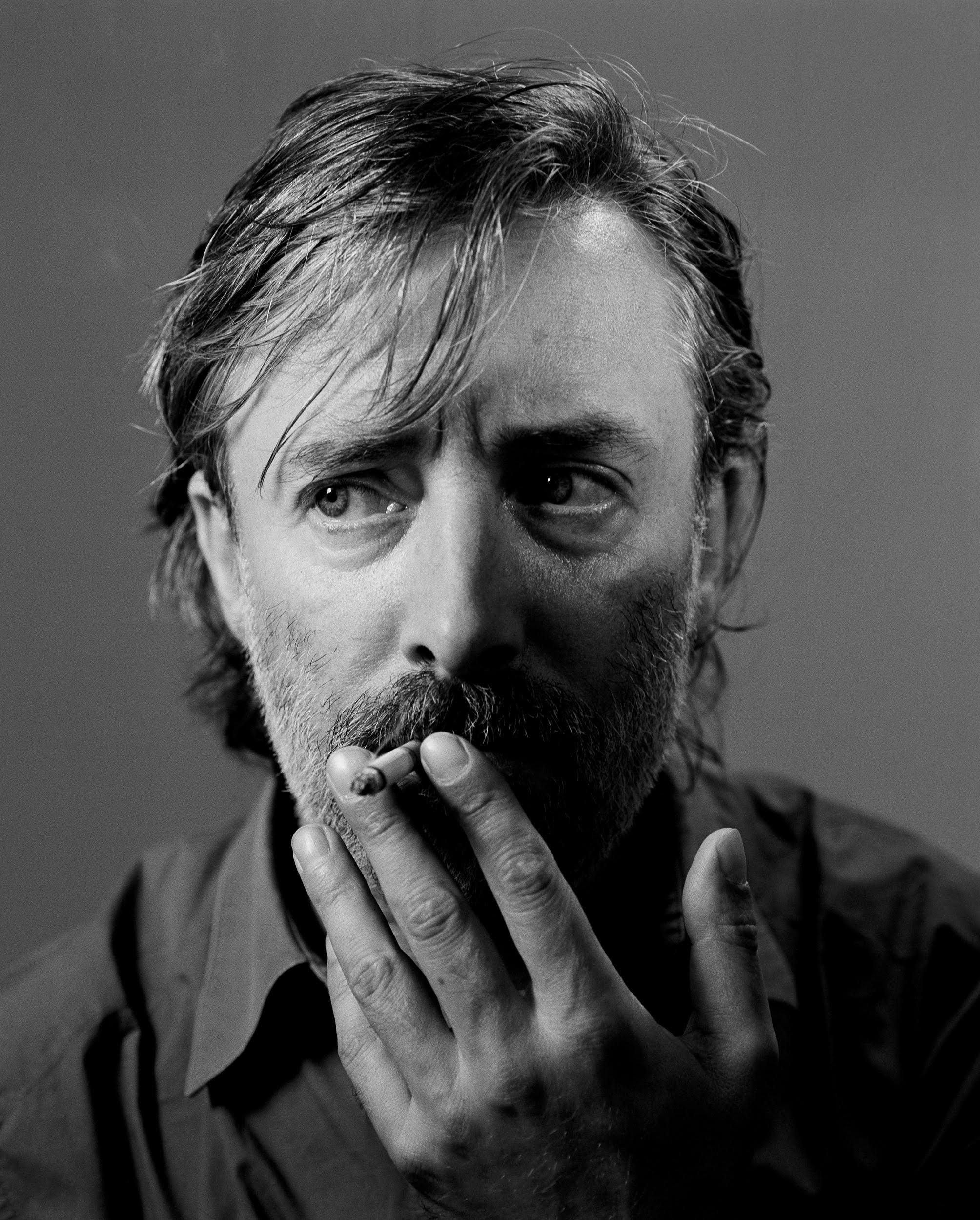
Frank Nitsche fotografiert von Oliver Mark, Berlin 2012

Frank Nitsche (* 1964 in Görlitz) ist ein zeitgenössischer deutscher Maler.

## Leben
Von 1988 bis 1995 studierte Nitsche an der Hochschule für Bildende Künste Dresden. Seine Arbeiten sind unter anderem im Centre Pompidou in Paris, im mudam – Musée d’Art Moderne Grand-Duc Jean in Luxemburg und im Tate Britain in London ausgestellt. Weitere Werke befinden sich in Sammlungen wie der Rubell Family Collection, der Sammlung Marx, der Sammlung Goetz, der Collection Lipschutz, der Arad Collection und der New Masters Gallery in Dresden.
Nitsches abstrakte Bilder sind Konstruktionen aus symbolhaft arrangierten Flächen, Formen und Linien. Akribisch geschwungene Bögen, Übermalungen und Farbübergänge, deren Formensprache an die Grafik der 1950er Jahre erinnert, verleihen seiner Malerei einen eher kühlen Charakter, was auch durch die numerisch abgekürzten Titel unterstützt wird.
Frank Nitsche wird von den Galerien Gebr. Lehmann (Dresden), Max Hetzler (Berlin), Leo Koenig (New York City) und anderen vertreten. Er lebt und arbeitet in Berlin.

## Ausstellungen

### Einzelausstellungen (Auswahl)
- 2024: Gorilla Umbra, Galerie Gebr. Lehmann, Dresden
- 2023: Turkish Delight, Pilevneli Gallery, Istanbul
- 2022: Magic Tulip, Gallery Onrust, Amsterdam
- 2021: Backwards Ahead, Galeria Pelaires, Mallorca
- 2019: Blue Acid Camp, Brandenburgischer Kunstverein, Potsdam
- 2019: BLUE ACID FARM, Galerie Gebr. Lehmann, Dresden
- 2018: Palmaphony, Galeria Pelaires, Palma de Mallorca
- 2018: Natural Yogurt Paintings, Galeria Pedro Cera, Lissabon
- 2017: Frank Nitsche. NN., Kunstsammlung Neubrandenburg, Neubrandenburg
- 2015: Happy Days in Mexico, Galerie Max Hetzler, Berlin
- 2015: Bagage Europe, Nanzuka, Tokyo
- 2014: Franks Boutique, Galerie Gebr. Lehmann, Dresden
- 2013: General Inn, Leo Koenig Inc., New York
- 2013: Professional Smile, Galerie Max Hetzler, Berlin
- 2011: Hello China, Brandenburgischer Kunstverein Potsdam e.V.
- 2011: G-Spot-Tornados, Galerie Gebr. Lehmann, Dresden
- 2011: I Am Single, Nanzuka Underground Gallery, Tokio
- 2011: G-SPOT-TORNADOS, Galerie Gebr. Lehmann, Dresden, Germany
- 2010: COCKTAILHYBRIDCONCEPT – feat. Yves Netzhammer Haus am Waldsee – Ort internationaler Gegenwartskunst, Berlin
- 2009: Artiste Maudit. Sint-Lukasgalerie, Brüssel
- 2008: Reich aber sexy. Galeria Pedro Cera, Lissabon
- 2007: INTERNATIONAL, Musée d’art moderne et contemporain, Straßburg
- 2006: Ultravisitor, Galerie Nathalie Obadia, Paris
- 2005: Very Friendly Fire, Leo Koenig Inc, New York
- 2003: construction time again, Galerie Gebr. Lehmann, Dresden
- 2002: Winterorbit, Leo Koenig Inc, New York
- 2001: J.F.B. – Hobby Industries (mit Eberhard Havekost), Galerie Onrust, Amsterdam

### Gruppenausstellungen (Auswahl)
- 2019: POSTCARD RELOADED, Europäischer Kunstverein im Museum Kunstraum Potsdam
- 2018: Schrein der Freundschaft, BKV Potsdam e.V., Potsdam
- 2018: Drift. Cross Views between Design and Contemporary Art, Museo de Arte Contemporáneo. Fundació Naturgy, Coruna, Spain
- 2017: Abstract Painting Now!, Kunsthalle, Krems
- 2017: Elective Affinities - German Art Since The Late 1960s, Latvian National Museum of Art, Riga
- 2017: Late Breakfast, Künstlerhaus Palais Thurn und Taxis, Bregenz
- 2017: Foxy Lady, Brandenburgischer Kunstverein Potsdam e.V., Potsdam
- 2016: Wahlverwandtschaften, Deutsche Kunst seit den späten 1960er Jahren, Lettisches Nationalmuseum für Kunst, Riga
- 2016: Sehgründe. Stiftung und Sammlung G. und A. Gercken, Staatliche Kunstsammlungen, Albertinum, Dresden
- 2015: Disegno, Kupferstich-Kabinett, Staatliche Kunstsammlungen Dresden
- 2015: Berlin Artists Statement, BWA Contemporary Art Gallery, Katowice
- 2015: A Man Walks Into A Bar, me Collectors Room, Berlin
- 2014: Architekt, Busdriver, Zwei Brücken – 20 Jahre Gesellschaft für moderne Kunst in Dresden, Lipsiusbau, Dresden
- 2014: Ortsbestimmung, Zeitgenössische Kunst aus Sachsen, Kulturhistorisches Museum Görlitz
- 2013: Painting Forever! Keilrahmen, Kunst-Werke Berlin
- 2013: Sign, Symbol, Image, Egeran Galeri, Istanbul
- 2013: Cultural Freedom in Europe, Goethe-Institut Brüssel
- 2013: 25, Galerie Gebr. Lehmann, Berlin
- 2012: geteilt/ungeteilt. Kunst in Deutschland 1945 bis 2010, Galerie Neue Meister, Staatliche Kunstsammlungen Dresden
- 2012: I am a Berliner, Tel Aviv Museum of Art
- 2011: Weiß und andere Farben, Kunsthalle Hamburg
- 2011: abstract confusion, Kunstverein Ulm
- 2011: Halleluhwah, Abtart Stuttgart, Künstlerhaus Bethanien, Berlin
- 2011: verlorene form, Galerie Gebr. Lehmann, Berlin
- 2010: Dilemma, Städtische Galerie, Dresden
- 2010: Summer Exhibition, Royal Academy, London
- 2008: Living Landscapes. A Journey through German Art, National Art Museum, Peking
- 2008: out of storage – Peintures de la Collection (mit Michel Majerus, Albert Oehlen, Thomas Scheibitz u. a.), MUDAM, Luxemburg
- 1996: Kunstpreis „Energie“